# 米伦拉德
米伦拉德是德国石勒苏益格－荷尔斯泰因州的一个市镇。总面积3.74平方公里，总人口194人，其中男性107人，女性87人（2011年12月31日），人口密度52人/平方公里。